# Brandon Jovanovich
Brandon Jovanovich (Billings, Montana; 5 de octubre de 1970) es un tenor estadounidense de relevancia internacional.
Jovanovich estudió en la Universidad de Northern Arizona y en la Manhattan School of Music, integró luego el programa de aprendices de la Ópera de Santa Fe (1996-97) y en Seattle (1998). Fue ganador de la competición de Richard Tucker en 2007.
Sus actuaciones comprenden debuts en La Scala como Hoffmann en Los cuentos de Hoffmann de Offenbach, Tosca en el Festival de Bregenz, Boris en Katia Kabanová en la Lyric Opera of Chicago, Baccus en Ariadne auf Naxos en Boston, Levin en Anna Karenina de David Carlson en Miami y San Luis, San Francisco Opera donde debutó en 2007 como Pinkerton de Madama Butterfly y la Opera Estatal de Baviera así como casa líricas de Francia, Alemania y Estados Unidos.
Su repertorio abarca Pollione en Norma (Trieste), Peter Grimes (Teatro San Carlos de Nápoles), Steva en Jenufa, Don Jose en Carmen que cantó en el Festival de Glyndebourne, Macduff en Macbeth, Werther, Sergei en Lady Macbeth de Mtsensk, Luigi en Il Tabarro, Roberto Devereux en Gloriana y otros.
El cantante vive en Austin, Texas con su esposa e hijos.